# Meteorologiåret 1905

## Händelser

### Januari
- 1 januari – I Sonnblick, Österrike uppmäts temperaturen −37.4 °C (−38.6 °F) vilket blir Österrikes lägst uppmätta temperatur någonsin [1].
- 25 januari - I Kanada rasar den värsta snöstormen på 20 år i New Brunswick och Nova Scotia. 18–45 centimeter snö faller, och blockerar vägar och järnvägar [2].

### September
- 15 september
  - Tappningskatastrof, Arpojaure/Arpujärvi, Lappland [3].
- Den första stormvarningen i Sverige utfärdas [4].

### November
- 27-28 november - Duluth, Minnesota, USA drabbas av en svår snöstorm. Skepp på Övre sjön sänks [5].

### Okänt datum
- Snödjupet i Härnösand, Sverige börjar mätas [6].

## Avlidna
- 14 augusti – Robert Billwiller, schweizisk meteorolog.

### Fotnoter
1. ↑  ”Wetterrekorde”. ZAMG. 17 mars 2008. Arkiverad från originalet den 28 september 2011. https://web.archive.org/web/20110928153621/http://www.zamg.ac.at/klima/wetterrekorde/?ts=1264617961. Läst 20 augusti 2010.
2. ↑  ”Dan, Dan the Weatherman's Canadian Weather Trivia Page”. Arkiverad från originalet den 9 september 2013. https://web.archive.org/web/20130909001246/http://www.dandantheweatherman.com/cantriv.html. Läst 8 mars 2011.
3. ↑  SMHI
4. ↑  John Pohlmans blogg 2 augusti 2009 - Stormvarningar Arkiverad 16 september 2009 hämtat från the Wayback Machine.
5. ↑  Famous Minnesota Winter Storms (Listed Chronologically) Arkiverad 7 januari 2009 hämtat från the Wayback Machine.
6. ↑  SMHI Arkiverad 17 februari 2011 hämtat från the Wayback Machine.